# George de Kent
Pour les articles homonymes, voir George du Royaume-Uni.
Signature
George, duc de Kent (George Edward Alexander Edmund) né le 20 décembre 1902 et mort le 25 août 1942, est un membre de la famille royale britannique, quatrième fils de George V et de Mary de Teck, frère cadet d'Édouard VIII et de George VI, et oncle d'Élisabeth II.
Très populaire de son vivant, le prince George a été depuis largement oublié après l'accident d'avion dans lequel il a trouvé la mort, au cours de la Seconde Guerre mondiale, quand sa vie privée trouble a commencé à être révélée.

## Biographie

### Naissance

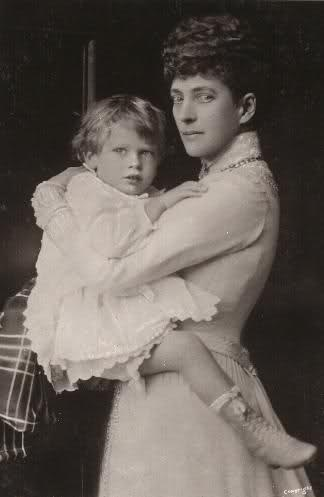
Le prince George de Galles, avec sa grand-mère, la reine Alexandra, en 1905.

George Edward Alexander Edmund est né le 20 décembre 1902 à Sandringham House dans le Norfolk. Son père est le prince George, alors prince de Galles, aîné des enfants survivants d'Édouard VII et de la reine Alexandra, et futur roi George V. Sa mère est la princesse de Galles, fille aînée du duc et de la duchesse de Teck. Au moment de sa naissance, il est cinquième dans l'ordre de succession au trône britannique après son père et ses trois frères aînés. En tant que petit-fils du souverain britannique, il portait le titre d'Altesse Royale et était désigné Son Altesse Royale le prince George de Grande-Bretagne.
Il a été baptisé dans la chapelle privée du château de Windsor le 26 janvier 1903 par Francis Paget, évêque anglican d'Oxford. Ses parrains et marraines sont :
- le roi Édouard VII et la reine Alexandra (ses grands-parents paternels) ;
- l'impératrice douairière de Russie Maria Feodorovna (sa grand-tante paternelle) ;
- la princesse Helena du Royaume-Uni (sa grand-tante paternelle) ;
- le prince Valdemar de Danemark (son grand-oncle paternel) ;
- le prince Louis de Battenberg (son cousin)[3].

### Études et carrière militaire

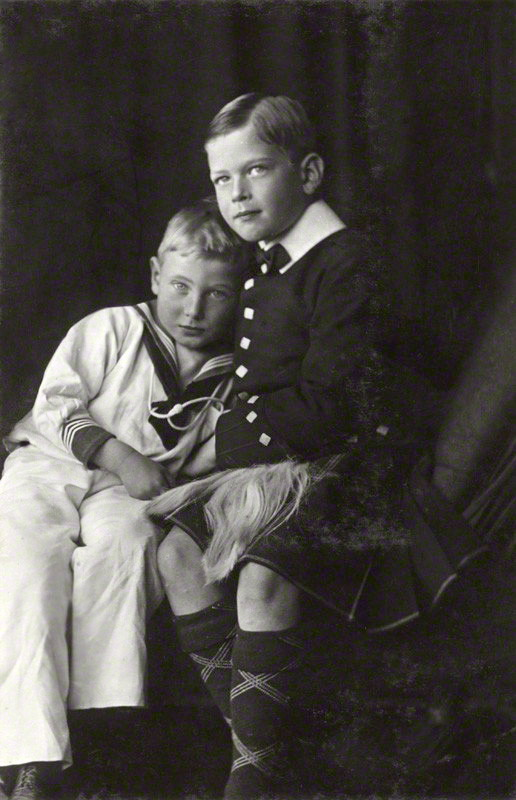
Le prince George (en noir) et son frère le prince John (en blanc), en 1909, par James Lafayette.

L'éducation du prince George a d'abord été confiée à un précepteur, puis il a suivi son frère aîné, le prince Henry au St. Peter's Court Preparatory School de Broadstairs, dans le Kent. À l'âge de treize ans, comme ses frères, le prince Edward et le prince Albert, avant lui, il est allé au naval college à Osborne puis à Dartmouth. Il est resté dans la Marine royale jusqu'en 1929. Après avoir quitté la marine, il a brièvement occupé divers postes au ministère des Affaires étrangères et au ministère de l'Intérieur, devenant ainsi le premier membre de la famille royale britannique à travailler en tant que fonctionnaire.

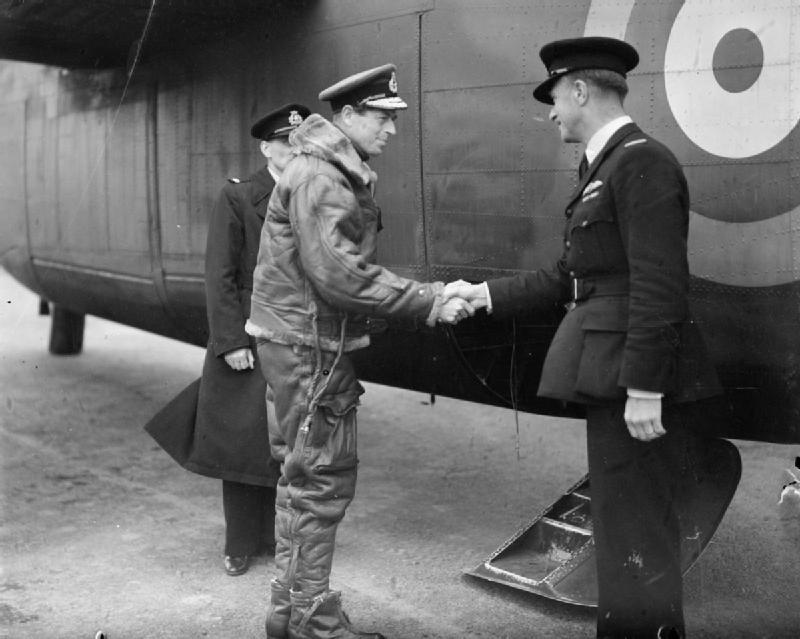
Le prince George s'apprêtant à embarquer dans un avion de la RAF à destination du Canada, 1941.

Au début de la Seconde Guerre mondiale, il reprend du service militaire actif au rang de vice-amiral, servant brièvement dans la Division du renseignement de l'Amirauté. En avril 1940, il fut transféré à la Royal Air Force.

### Mariage

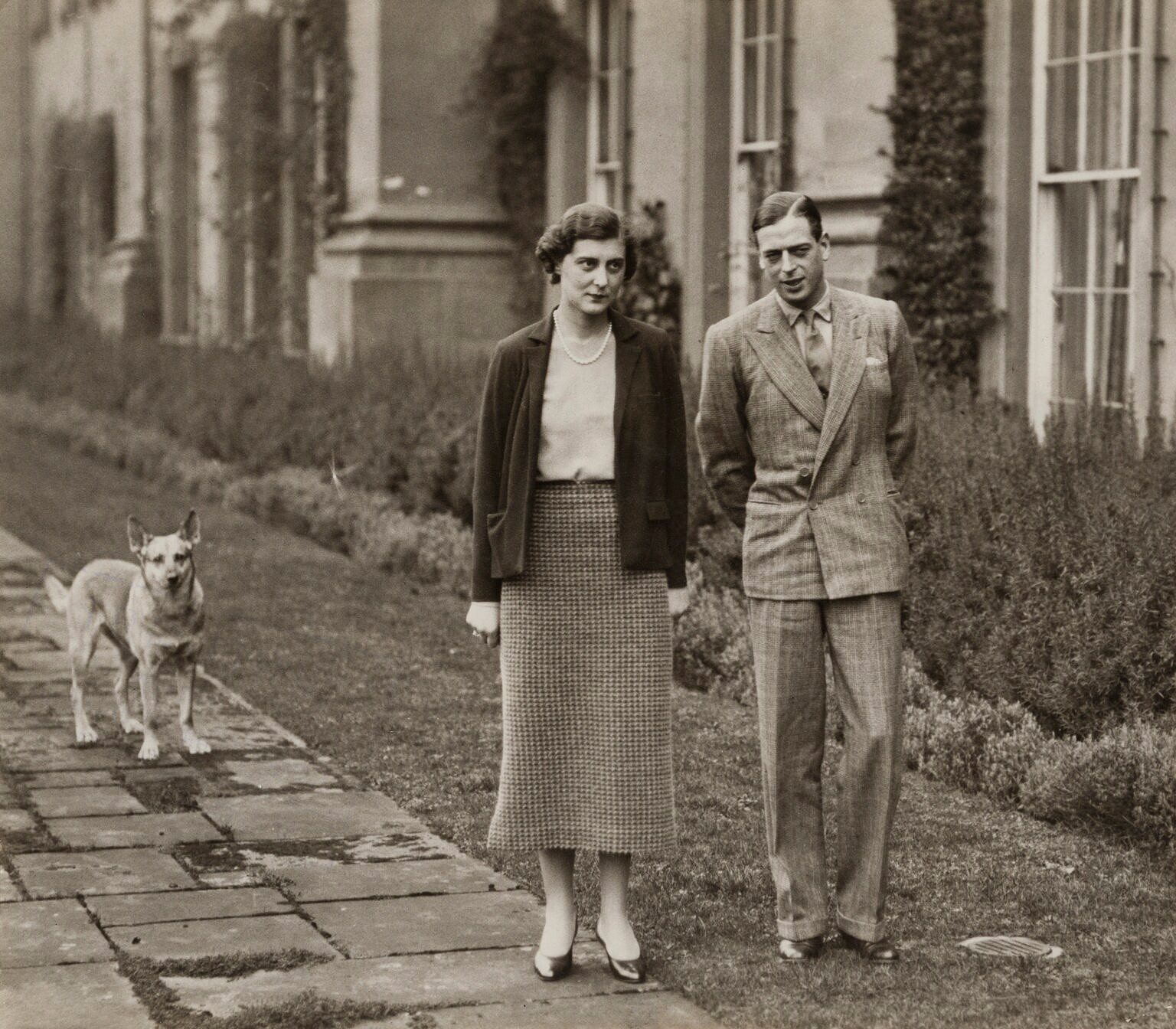
George et son épouse Marina en 1934.

Le 12 octobre 1934, en prévision de son prochain mariage avec sa cousine Marina, princesse de Grèce et de Danemark, il est créé duc de Kent, comte de St Andrews et baron Downpatrick. Le couple se marie le 29 novembre suivant à l'abbaye de Westminster. La mariée est la fille du prince Nicolas de Grèce et de Danemark et la petite-nièce de la reine Alexandra. C'est l'avant-dernier mariage entre le fils d'un souverain britannique et un membre d'une famille royale étrangère. La princesse Élisabeth, fille du roi George VI, a également épousé un prince de Grèce et de Danemark en novembre 1947.
Le couple a eu trois enfants :
- le prince Edward de Kent, né le 9 octobre 1935, actuel duc de Kent ;
- la princesse Alexandra de Kent, née le 25 décembre 1936 ;
- le prince Michael de Kent, né le 4 juillet 1942.

Le duc et la duchesse de Kent sont devenus un couple extrêmement populaire auprès du public britannique.

### Vie associative
Il est grand-maître de la Grande Loge unie d'Angleterre de 1939 à 1942.

### Vie privée

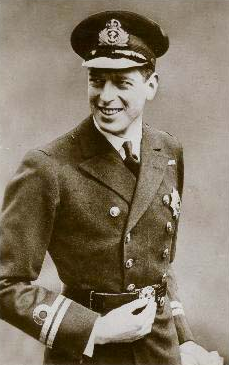
Le prince George en uniforme de la Royal Navy.

Le prince George a entretenu au cours de son existence des liaisons amoureuses, masculines et féminines, avec des personnalités de la société mondaine ou du monde du spectacle, aussi bien avant qu'après son mariage.
Parmi ses maîtresses les plus célèbres figurent les noms de l'héritière Poppy Baring, de Margaret Whigham, duchesse d'Argyll, et de Barbara Cartland, qui pensait que sa fille Raine McCorquodal, future belle-mère de lady Di, était de lui. La rumeur lui prête également des aventures avec Jessie Matthews. Il fit la cour à la princesse Juliana des Pays-Bas mais sans succès.
Parmi ses amants apparaissent les noms de son cousin éloigné Louis-Ferdinand de Prusse, l'historien d'art et espion Anthony Blunt,, ou encore Noël Coward, ce qu'a toujours nié Graham Payn, longtemps le petit ami de Coward. Mais les rapports de service de sécurité notent que Coward et Kent ont été vus en train de parader dans les rues de Londres maquillés et habillés en femmes et ont été arrêtés une autre fois par la police qui les suspectait de prostitution. Le duc de Kent était également victime d'un maître chanteur, un prostitué à qui il avait écrit des lettres intimes compromettantes.
Il a également formé un ménage à trois avec une cousine de l'héritière des chemins de fer Gloria Vanderbilt dénommée Kiki Preston (née Alice Gwynne, 1898–1946) mondaine américaine toxicomane et Jorge Ferrara, fils bisexuel de l'ambassadeur argentin à la cour de Saint James. Surnommée « la fille à la seringue d'argent », Kiki Preston était l'épouse de Horace R. B. Allen, avant de se remarier en 1925 au banquier Jerome Preston. Elle se suicida par défenestration du haut de l'hôtel Stanhope à New York. Ce fut elle qui initia le duc de Kent à la drogue. Il finit par devenir dépendant à la morphine et la cocaïne. Son frère, le prince de Galles, fut dépêché auprès de lui à la fin des années 1920 pour l'aider à se faire désintoxiquer et à décrocher.
Le duc de Kent a eu un enfant illégitime un temps attribué à sa liaison avec Kiki Preston mais qui serait en fait le fils de Violet Evans, qui alla accoucher en Suisse avant de faire adopter son fils par un riche Américain, Cass Canfield (en), et sa femme Katsy. Prénommé Michael, celui-ci mourut à 43 ans des effets de la drogue et de l'alcool.

### Décès
Le prince George meurt le 25 août 1942, lorsque l'hydravion dans lequel il était passager s'écrase sur une montagne, le Morven, près de Dunbeath en Écosse en raison d'intempéries. L'avion était en route pour Terre-Neuve.
La duchesse de Kent avait donné naissance à leur troisième enfant, le prince Michael de Kent, seulement sept semaines plus tôt. Le duc est d'abord enterré dans la chapelle St George du château de Windsor puis plus tard, dans le cimetière royal, juste derrière le mausolée de la reine Victoria, à Frogmore (Windsor) avec son épouse. Son fils aîné lui succède au titre de duc de Kent.

## Dans la culture populaire
Le personnage de George est interprété par Blake Ritson dans la deuxième version de la série britannique Maîtres et Valets.

## Titres

Armes du prince George, duc de Kent.

### Titulature complète
À sa naissance, il porte le titre de son père avec le prédicat d'Altesse Royale. À sa mort, son titre complet était Son Altesse Royale le prince George Edward Alexander Edmund, duc de Kent, comte de Saint Andrews, baron Downpatrick.
Il fut successivement connu sous le titre de:
- Son Altesse Royale le prince George de Grande-Bretagne (1902–1934)
- Son Altesse Royale le duc de Kent (1934–1942)

### Distinctions
- Chevalier de l'Ordre de la Jarretière (KG, 1923)
- Chevalier de l'Ordre du Chardon (KT, 1935)
- Chevalier grand-croix de l'Ordre de Saint-Michel et Saint-George (GCMG, 1934)
- Chevalier grand-croix de l'Ordre royal de Victoria (GCVO, 1924)